# Ненад Јездић
Ненад Јездић (Ваљево, 12. јул 1972) српски је глумац.

## Биографија
О свом пореклу каже:
- Јездићи су били Милетићи. Мој чукундеда стигао је на коњу у ваљевску чаршију однекуд из Херцеговине. Јездио је на коњу па су га тако прозвали а неко је од његових потомака после узео то за презиме.
У свом родном граду, Ваљеву, завршио је основну и средњу. Дипломирао је глуму на Факултету драмских уметности у Београду у класи професора Предрага Бајчетића.
Члан је позоришта Атеље 212 био је од 1998. године, а члан Југословенског драмског позоришта од 2020. године. Игра и на другим позоришним сценама.
Маја 2024. играо је лик Милутина у Књизи о Милутину по 200. пут. Двеста и друго извођење представе у Косовској Митровици су забраниле привремене институције управе из Приштине, што је Јездић оштро критиковао и оценио као неицивилизацијски и антикултурни чин.
Осим глумачког позива бави се и производњом ракије од воћа које је сам засадио. Освојио је три златне медаље 2012. године на 79. Пољопривредном сајму у Новом Саду.

## Награде и признања
- Стеријина награда за улогу у представи "Јегоров пут", у продукцији Будва град театра, 2001.године
- Награда за улогу у представи "Нек иде живот" на 20. Свечаностима Љубиша Јовановић
- Награда Зоранов брк за улогу у представи „Леда”
- Награда за улогу Лазара у представи "Јегоров пут" у продукцији Будва град театра, као и за улогу Аурела у представи "Леда" Атељеа 212 на Фестивалу "Вршачка позоришна јесен", 2001. године.
- Награда "Ардалион" за улогу у представи "Дивљи мед"
- Награда "Миливоје Живановић" за улогу у представи "Корени"
- Награда "Новосадска златна арена" за улогу у филму "Кордон"
- Награда "Златна мимоза" на Филмском фестивалу у Херцег Новом за улогу у филму "Тамна је ноћ"
- Награда београдских "Вечерњих новости" за епизодну улогу Келнера у представи "Америка, други део" Биљане Србљановић˝, режија Дејан Мијач˝, Атеље 212, Београд на 49. Стеријином позорју (2004.)[7]
- Награда "Зоран Радмиловић", за улогу Лепог Дулета у представи "Смртоносна мотористика", на Стеријином позорју 2005. године
- Награда "Зоран Радмиловић" за најбоље глумачко остварење за улогу "Лепи Дуле" у представи "Смртоносна мотористика" на Фестивалу "Дани Зорана Радмиловића" у Зајечару, 2005. године
- Награда ФИПРЕСЦИ за улогу у филму „Седам и по“ на Нишким филмским сусретима 2006.
- Награда "Falcó d'Or" за најбољег глумца за улогу Драгољуб „Човек од челика“ у филму "Чарлстон за Огњенку" 2009. године на Ибица интернационалном филмском фестивалу
- „Повеља капетан Миша Атанасијевић”, 2012. године, за глумачко умеће и допринос српској култури
- Награда "Зоранов брк" за тумачење улоге поручника Тасића у представи "Свети Георгије" убива аждаху 2013.
- „Златна значка” Културно-просветне заједнице Србије, 2013. године, за несебичан, предан и дуготрајан рад и стваралачки допринос у ширењу културе
- "Повеља за грађанске заслуге са медаљом – заслужни грађанин Земуна", 2013. године, за посебне заслуге у развоју градске општине Земун и значајна остварења у области културе и уметности
- Награда "Мија Алексић - бити глумац" за велики допринос уметности глуме, 2018. године
- Награда Вељко Маричић за најбољу епизодну улогу, господина Сирелија, у представи Тако је (ако вам се тако чини) Луиђија Пирандела у режији Јагоша Марковића и продукцији Југословенског драмског позоришта
- „Годишња награда Југословенског драмског позоришта” за улоге Јожефа Кантора у представи "Краљ Бетајнове" Ивана Цанкара у режији Милана Нешковића и Михаила Лавовича Астрова у представи "Ујка Вања" А. П. Чехова у режији Егона Савина 2019.
- Награда „Бранка и Млађа Веселиновић” Фондације Југословенског драмског позоришта за улогу Јожефа Кантора у представи "Краљ Бетајнове" Ивана Цанкара у режији Милана Нешковића, 2019.[8][9]
- Награда "Милош Жутић" коју Удружење драмских уметника Србије додељује за најбоље глумачко остварење у позоришној сезони 2017/2018. за улогу Јожефа Кантора у представи Краљ Бетајнове Ивана Цанкара у режији Милана Нешковића 2019. и продукцији Југословенског драмског позоришта
- Награда Града Београда за позоришно стваралаштво за улогу Јожефа Кантора у представи Краљ Бетајнове Ивана Цанкара у режији Милана Нешковића и продукцији Југословенског драмског позоришта
- Награда за глумачку бравуру на 14. Фестивалу медитеранског театра Пургаторије 2019. за улогу газда Марка у представи "Нечиста крв" Боре Станковића у режији Милана Нешковића и продукцији Народног позоришта из Београда
- Награда "Раша Плаовић" за 2019. годину, за улогу газда Марка у представи "Нечиста крв" Боре Станковића, Народног позоришта у Београду, у режији Милана Нешковића.[10]
- Годишња награда Народног позоришта у Београду, за 2019. годину,за улогу газда Марка у представи "Нечиста крв" Боре Станковића
- Награда за најбољег глумца на 27. Међународном фестивалу класике “Вршачка позоришна јесен” за улогу газда Марка у представи „Нечиста крв“[11]
- Награда за најбољу мушку улогу на 46. Мојковачкој филмској јесени за улогу Кашике у филму "Викенд с ћалетом"[12]
- Гран - при "Наиса" (2021) за најбоље глумачко остварење на 56. Филмским сусретима у Нишу за улогу Кашике у филму "Викенд с ћалетом"[13]
- Награда "Ардалион" ЗА НАЈБОЉУ МУШКУ УЛОГУ (2021) – за улогу Владимира Недељковића у представи ''Пучина'' по тексту Бранислава Нушића у режији Егона Савина у продукцији Југословенског драмског позоришта из Београда.[14]
- Награда "Стабло љубави" за најбољег главног глумца за улогу Кашике у филму "Викенд с ћалетом" на 15. Мостар филм фестивалу (2021)[15]
- Награда Златна антена „Љубиша Самарџић“ за најбољу главну мушку улогу Кашике у филму и серији „Викенд са ћалетом“ и Баје у „Камионџијама“ (2021)[16]
- Златна колајна "Maja Димитријевић" на 47. Међународном фестивалу пантомиме и монодраме у Земуну за представу "Књига о Милутину - први део"
- Стеријина награда за глумачко остварење за улогу Просјака у представи Чудо у Шаргану Љубомира Симовића, режија Јагош Марковић, Југословенско драмско позориште Београд. (67. Стеријино позорје)[17]
- Награда публике и Награда за најбољу представу за монодраму "Књига о Милутину, - део први" на 5. Фестивалу малих позоришних форми у Зајечару (2022)[18]
- Годишња награда Југословенског драмског позоришта 2022. године за улогу Владимира Недељковића у представи "Пучина".
- Награда Раша Плаовић за најбоље глумачко остварење на свим позоришним сценама у сезони 2022/2023. за улогу Боре Шнајдера у представи Развојни пут Боре Шнајдера према тексту Александра Поповића у режији Егона Савина.[19]

## Филмографија
| Год.        | Назив                              | Улога                              |
| ----------- | ---------------------------------- | ---------------------------------- |
| 1990.-те    |                                    |                                    |
| 1993.       | Кажи зашто ме остави               | Милиционер                         |
| 1994.       | Ни на небу, ни на земљи            | Влада                              |
| 1995.       | Пакет аранжман                     | Немања Салетовић                   |
| 1995.       | Тамна је ноћ                       | Ненад „Нени“ Ашкерц                |
| 1996.       | Филомена Мартурано                 | Келнер 1                           |
| 1997.       | Три летња дана                     | Ћора                               |
| 1998.       | Судбина једног разума              | Манојло, слуга                     |
| 1998.       | Никољдан 1901. године              | Касапин Крста                      |
| 1998.       | Бекство (ТВ)                       | Крапилин                           |
| 1998.       | Лајање на звезде                   | Лудак                              |
| 1998.       | Љубинко и Десанка                  | Август                             |
| 1998.       | Кнегиња из Фоли Бержера            | Савлар                             |
| 1998.       | Три палме за две битанге и рибицу  | Пендула                            |
| 1999.       | Нож                                | Млади Атифага Тановић              |
| 2000.-те    |                                    |                                    |
| 2000.       | Дуг из Баден - Бадена              | Фјодор Достојевски                 |
| 2000.       | Тајна породичног блага             | Слободан Танасијевић „Бода Тајсон“ |
| 2000.       | А сад адио                         | Слободан Танасијевић „Бода Тајсон“ |
| 1998–2002.  | Породично благо                    | Слободан Танасијевић „Бода Тајсон“ |
| 2002.       | Класа 2002                         | Деда Мраз                          |
| 2002.       | Мртав ’ладан                       | Леми                               |
| 2002.       | Кордон                             | Сељак                              |
| 2003.       | Неки нови клинци                   | Риста                              |
| 2003.       | Мали свет                          | Дилер дроге Кики                   |
| 2004.       | Скела                              | Монах                              |
| 2004.       | Журка                              | Мики                               |
| 2004.       | Сан зимске ноћи                    | Коцкасти                           |
| 2004.       | Црни Груја 2                       | Црни Груја                         |
| 2004.       | Te quiero, Радиша                           | Редитељ                            |
| 2005.       | Праоница (ТВ серија)               | Нено                               |
| 2005.       | Леле, бато                         | Саобраћајац                        |
| 2005–2006.  | Стижу долари                       | Живорад Живановић- „Жика Персона“  |
| 2006.       | Седам и по                         | Адам                               |
| 2007.       | Смртоносна мотористика             | Моториста Дуле                     |
| 2007.       | Црни Груја и камен мудрости        | Црни Груја                         |
| 2007—2015.  | Улица липа                         | Зоки                               |
| 2008.       | Рањени орао (ТВ серија)            | Гојко Марић                        |
| 2008.       | Чарлстон за Огњенку                | Драгољуб „Човек од челика“         |
| 2008.       | Читуља за Ескобара                 | Отац                               |
| 2008.       | Последња аудијенција               | Александар I Карађорђевић          |
| 2008.       | Хитна помоћ                        | Горан                              |
| 2009.       | Друг Црни у НОБ-у                  | Живота Грујић „Друг Црни“          |
| 2009.       | Рањени орао                        | Гојко Марић                        |
| 2009.       | На терапији                        | Марко                              |
| 2010.-те    |                                    |                                    |
| 2011—2012.  | Непобедиво срце (ТВ серија)        | инжењер Станковић                  |
| 2006—2012.  | Бела лађа                          | Блашко Пантић                      |
| 2012.       | Лед                                | Мирослав                           |
| 2013.       | Топ је био врео                    | Јовица                             |
| 2013—2014.  | Равна Гора                         | Мајор Станковић                    |
| 2014.       | Тражим помиловање или велика тајна | Десанкин отац                      |
| 2015.       | Три полицајца                      | Слађан Папковић ПАПИ               |
| 2015.       | Енклава                            | Возач аутобуса                     |
| 2016.       | Бака (кратки филм)                 | Горан                              |
| 2017–2019.  | Сенке над Балканом                 | Милан „Кројач”                     |
| 2017.       | Мамини синови                      | Михајло Миша Поповић               |
| 2018.       | Корени                             | Тола Дачић                         |
| 2019.       | Јунаци нашег доба                  | Миле Музић „Миле Коњ”              |
| 2019.       | Реална прича                       | старији полицајац                  |
| 2019−2022.  | Државни службеник                  | Славко                             |
| 2020.-те    |                                    |                                    |
| 2020.       | Мама и тата се играју рата         | старији полицајац                  |
| 2020.       | Викенд са ћалетом                  | Mилован Митровић „Кашика”          |
| 2020—У току | Камионџије д. о. о.                | Баја                               |
| 2020.       | Викенд са ћалетом (серија)         | Mилован Митровић „Кашика”          |
| 2021.       | Није лоше бити човек               | инспектор Јаблан                   |
| 2021—2023.  | Бранилац (серија)                  | Вељко Губерина                     |
| 2021—2022.  | Радио Милева                       | Принц                              |
| 2023.       | Сети ме се                         |                                    |
| 2023—2024.  | Игра судбине                       | Гвозден Бошњак                     |
| 2024.       | Последњи стрелац                   | инспектор Курузовић                |

## Одабрана театрографија
Атеље 212
- "Човек, звер и врлина"[20]
- "Љубинко и Десанка"[21]
- "Проклети Ковалски"[22]
- "Свети Георгије убија аждаху",[23]
- "Турнеја"[24][25]
- "Кнегиња из Фоли Бержер"
- "Бекство"
- "Марија Стјуарт"
- "Филумена Мартурано"
- "Лепотица из Линејна"
- "Пег, срце моје"
- "Кући"
- "Дивљи мед"
- "Леда"
- "Чудо у Шаргану"
- "Америка"
- "Џепови пуни камења"
- "Страх и његов слуга"
- "Америка. други део"
- "Ејмин поглед"
- "Смртоносна мотористика"
- "Краљ Лир"
- "Рањени орао"
- "Мрешћење шарана"

Звездара театар
- "Српска драма"
- "Нек иде живот"
- "Повратак"
- "Књига о Милутину"

Југословенско драмско позориште
- "Тераса"
- "Родољупци"
- "Тако је (ако вам се тако чини)"
- "Краљ Бетајнове"
- Развојни пут Боре Шнајдера

ЦНП у Подгорици
- "Горски вијенац"

Будва град театар
- "Јегоров пут"
- "Бура"

Крушевачко позориште
- "Корени"

Народно позориште у Београду
- "Нечиста крв"